# Service public (Schweiz)
Mit Service public (französisch; deutsch «öffentlicher Dienst», hier eher: «öffentliche Dienstleistungen» und «öffentliche Infrastruktur») wird in der Schweiz die Gesamtheit aller Dienstleistungen bezeichnet, die der Bund, die Kantone und die Gemeinden der Allgemeinheit gegenüber zu erbringen haben.

## Allgemeines
Die Aufgabe des Service public besteht darin, die Grundversorgung der Bevölkerung mit standardmässiger Infrastruktur sicherzustellen. Das deutsche Verwaltungsrecht verwendet hierfür die Daseinsvorsorge der öffentlichen Hand. 
Der Bundesrat definiert den Begriff wie folgt:

«Service public umfasst eine politisch definierte Grundversorgung mit Infrastrukturgütern und Infrastrukturdienstleistungen, welche für alle Bevölkerungsschichten und Regionen des Landes nach gleichen Grundsätzen in guter Qualität und zu angemessenen Preisen zur Verfügung stehen sollen.»

## Aufgabenteilung
Beim Service public kommt es zu einer typisch schweizerischen Aufgabenteilung. Auf Bundesebene umfasst er die allgemeine Bundesverwaltung, Post, Telekommunikation, elektronische Medien (Fernsehen und Radio), den öffentlichen Verkehr und teilweise den Strassenbau.
Kantone und Gemeinden dagegen sind zum Beispiel für das Gesundheitswesen, die Bildung, Abfallentsorgung, teilweise den Strassenbau und andere als Grundversorgung definierte Aufgaben zuständig (Wasser, Elektrizität etc.).

## Grundversorgung und Privatisierung
Dies bedeutet allerdings nicht, dass die gesamte politisch definierte Grundversorgung an Gütern und Dienstleistungen durch staatliche Unternehmen erbracht werden muss. Zudem wurde in den letzten fünfzehn Jahren ein Teil der ehemaligen öffentlichen Unternehmen teilweise oder ganz privatisiert. 
Typische Beispiele dafür sind die ehemaligen Rüstungsbetriebe (jetzt RUAG), die Schweizerischen Bundesbahnen SBB, etliche Spitäler, die Krankenkasse ÖKK, die Swisscom (ehemals Teil der staatlichen PTT) und zahlreiche regionale Verkehrsbetriebe (so z. B. die Verkehrsbetriebe Luzern).
Heute werden viele Aufgaben des Service public öffentlich und international ausgeschrieben. Die bisherige Betreibergesellschaft steht in Konkurrenz zu neuen Anbietern. Typisches Beispiel sind regionale oder lokale Buslinien.

## Diskussion über den Service public
Der Service public ist ein kontrovers geführtes Dauerthema der schweizerischen Politik. Während viele neoliberal gesinnte Politiker der öffentlichen Hand möglichst wenig überlassen wollen und der Auffassung sind, private Unternehmen könnten die Dienstleistungen auch bzw. besser erbringen, und mehr Wettbewerb verlangen, sehen die Gewerkschaften und die Linksparteien dies ganz anders.
Derzeit (2006) wird vor allem über die gänzliche Privatisierung der Swisscom, an der der Staat die Mehrheit hält, und über eine Privatisierung der Schweizerischen Post (derzeit zu 100 Prozent im Besitz des Bundes) gestritten. 2008 wurde ein Breitband-Internetzugang in den Schweizer Grundversorgungskatalog aufgenommen. Die garantierte Basisversorgung liegt inzwischen bei mindestens 2000 Kilobit pro Sekunde (kBit/s) beim Herunterladen und 200 kBit/s beim Hochladen; eine Erhöhung auf 3000/300 wurde für 2018[veraltet] geplant; eine weitere auf 10000/1000 war für 2020[veraltet] angekündigt.